# Fort Hollogne
Fort Hollogne is een van de twaalf forten rond Luik opgericht voor de verdediging van de Belgische stad Luik in de late negentiende eeuw op initiatief van Belgische generaal Henri Alexis Brialmont. Het ligt ten westen van Luik, ten noordwesten van Hollogne-aux-Pierres. Het ligt op het terrein van de luchthaven van Luik. Het fort stamt uit 1888 en is driehoekig van vorm.

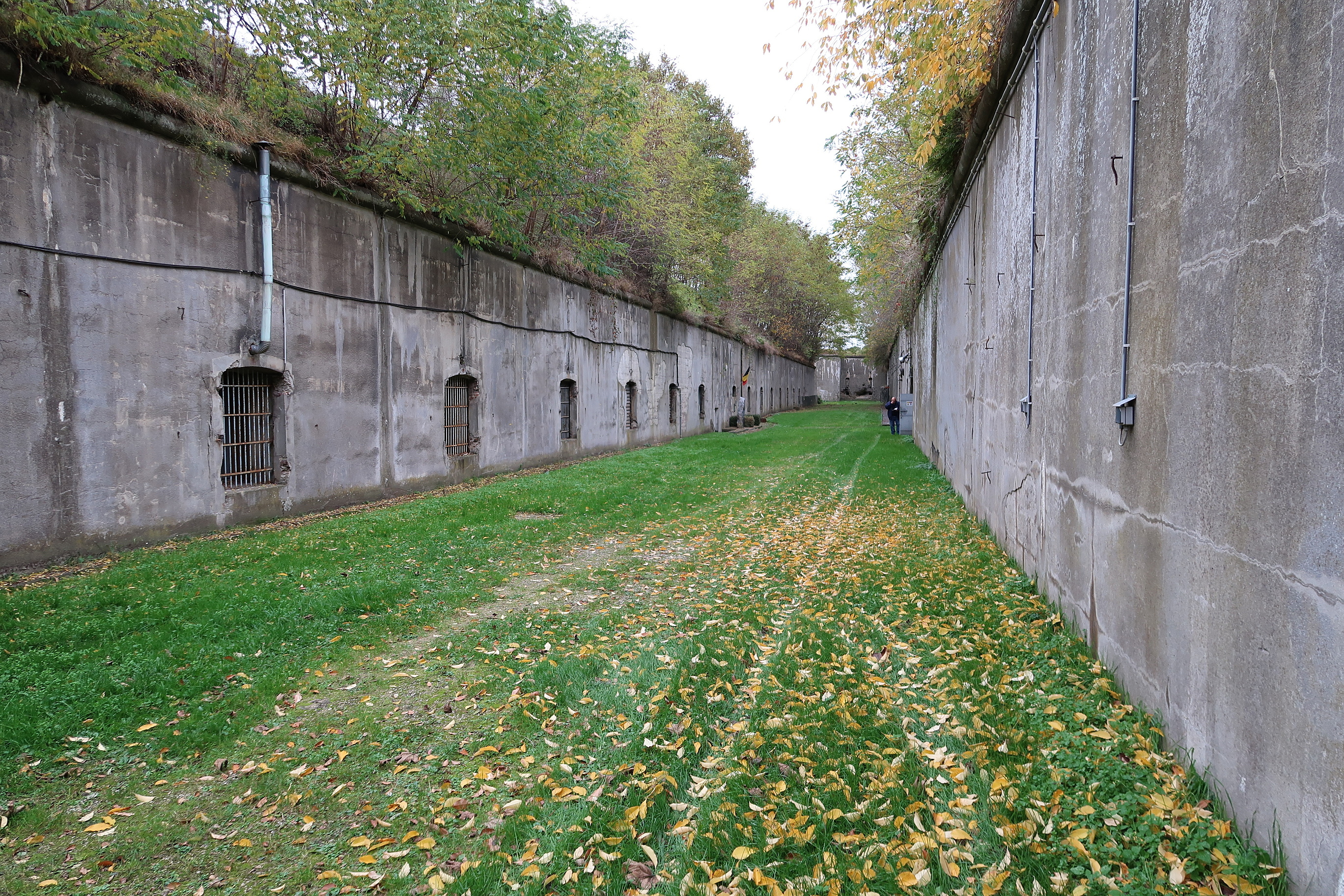
keelgracht met links de escarp en rechts de contrescarp
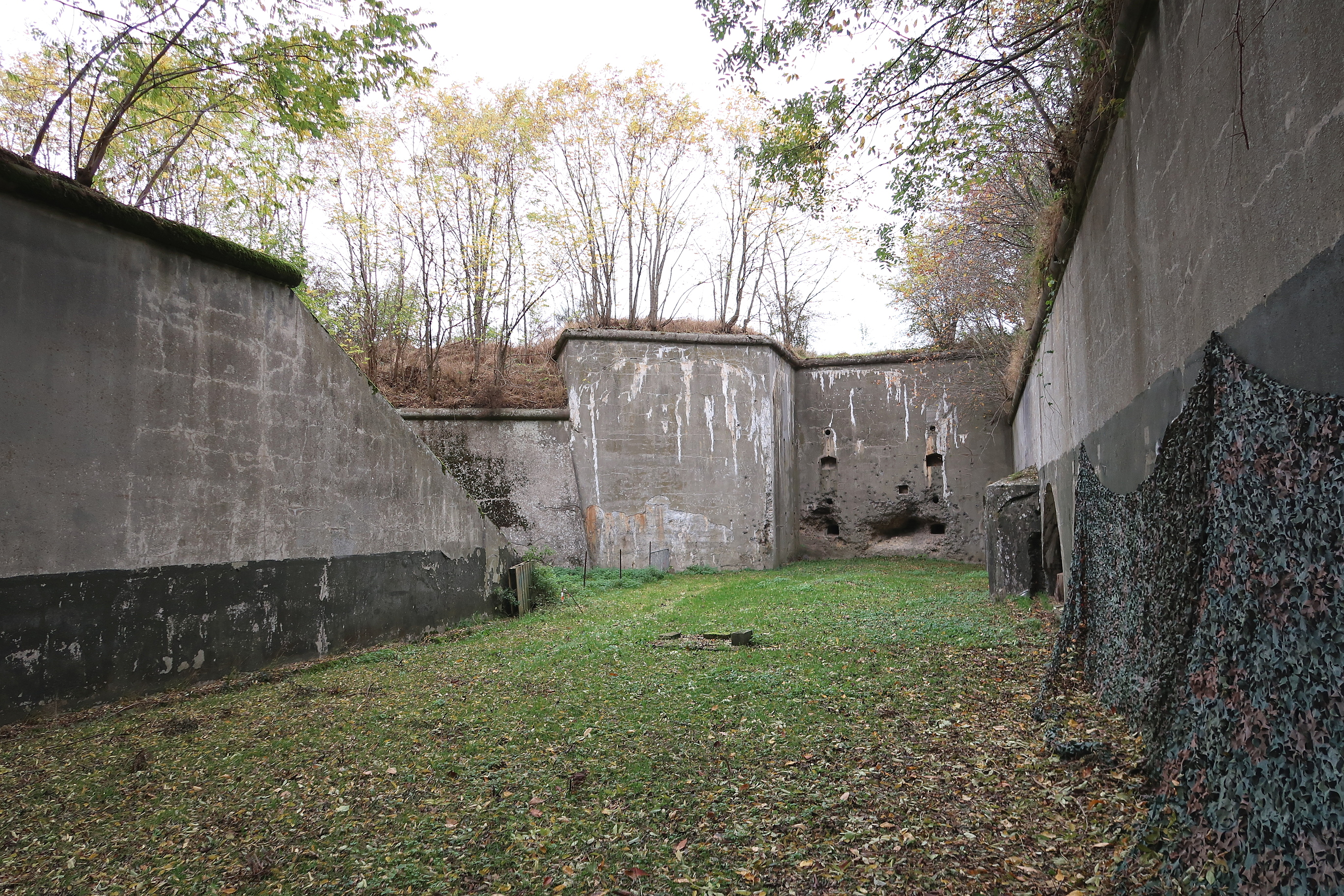
zicht op de koffer die de keelgracht onder vuur kan nemen
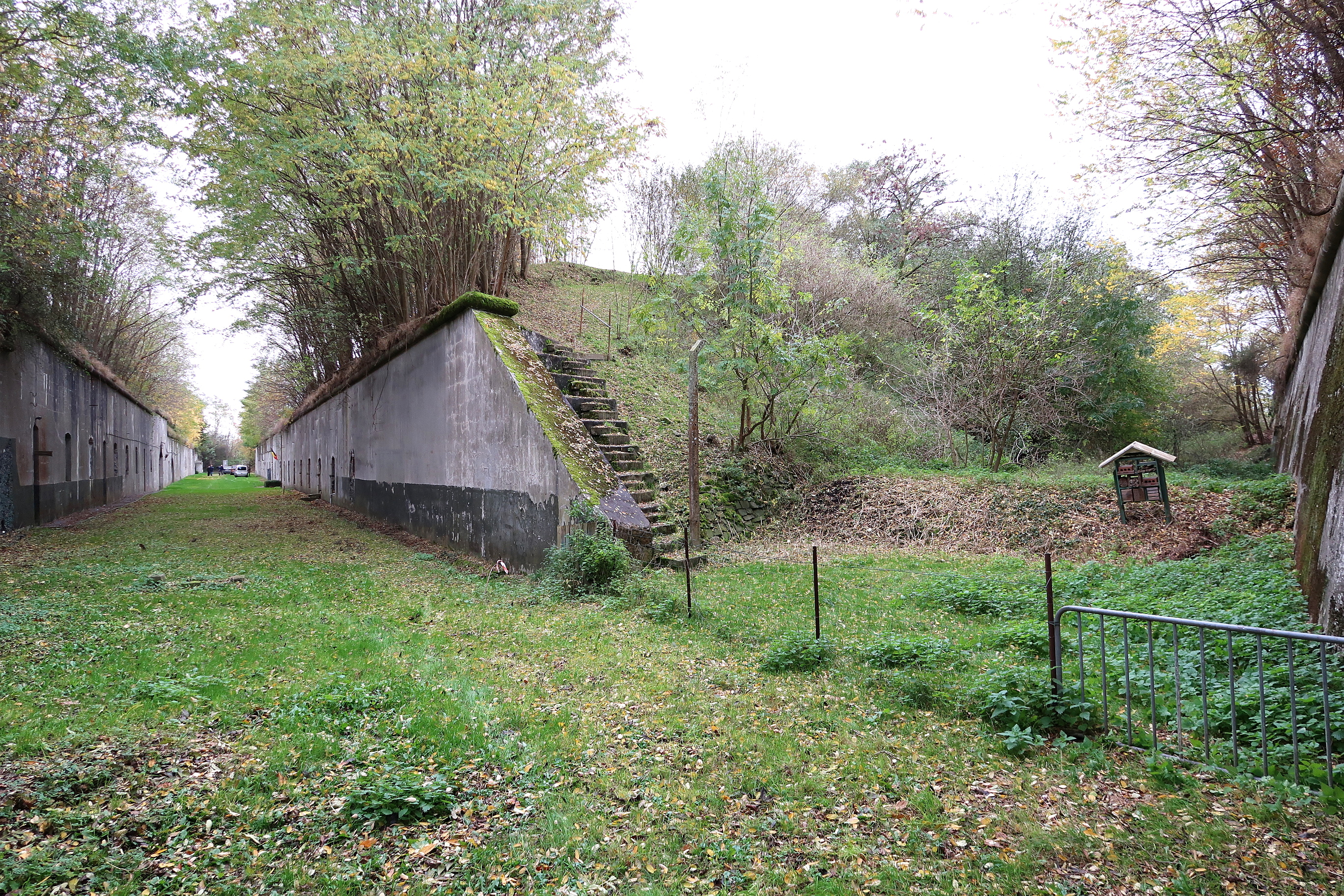
Keelgracht met links de contrescarp, midden de escarp en rechts de droge gracht naar het hoofd